# Frontera entre Moldavia y Rumania
La frontera entre Rumania y Moldavia es un límite de 681,3 kilómetros que delimita los territorios de Rumania (miembro de la Unión Europea) y de Moldavia (miembro de la Comunidad de Estados Independientes). Sigue la vaguada del río Prut y es una de las fronteras orientales de la UE desde la ampliación de 2007.

## Características
Establecida en junio de 1940 por una comisión soviético-rumana establecida en virtud del pacto Hitler-Stalin, la frontera entre las  repúblicas de Rumania y de Moldavia también separa las regiones históricas de Moldavia Occidental y Moldavia Oriental (también conocida como Besarabia).
Sigue el curso norte-noroeste/sur-sureste del Prut entre los dos puntos que forma con las fronteras rumano-ucraniana y moldavo-ucraniana:
- al noroeste, un punto situado a 4 km al este del pueblo de Mămăliga en Ucrania;
- al sudeste, un punto sito sobre el Danubio, a 570 m después de la confluencia del Prut.